# Alcide Malagugini
Alcide Malagugini (Rovigo, 15 ottobre 1887 – Milano, 24 dicembre 1966) è stato un partigiano e politico italiano.

## Biografia
Nato da Vincenzo, maestro elementare e da Adele Salvi, Alcide Malagugini frequentò a Rovigo il liceo-ginnasio Celio, dove conosce Giacomo Matteotti diventandone amico.
Si laureò in Lettere presso l'Università degli Studi di Pavia, città nella quale fu sindaco dal 1920 al 1922. Proprio il giorno della Marcia su Roma, 28 ottobre 1922, fu costretto alle dimissioni sotto la pressione dello squadrismo fascista.
In seguito si dedicò all'insegnamento e fu preside del Regio Liceo-  Ginnasio - Alessandro Manzoni di Milano, finché nel 1926 non ne fu esonerato per le sue persistenti idee di socialista massmalista che non si sottometteva al regime ormai instauratosi. Passò poi a insegnare all'Istituto Zaccaria come professore del Liceo classico. Successivamente è stato varie volte arrestato, per poi entrare nella Resistenza.
Massone, nel 1909 entrò nella loggia Cardano di Pavia.
È stato eletto nelle liste del Partito Socialista Italiano, subentrando alla dimissionaria Giuseppina Re nel corso della I legislatura, che lasciò nel 1964 per passare al PSIUP, in polemica con l'ingresso del partito nel primo governo di centro-sinistra. Muore a 79 anni, il giorno della vigilia di Natale del 1966, da deputato in carica. Al suo posto subentra Michele Achilli.
Il figlio Alberto è stato anche lui avvocato e giudice della Corte Costituzionale, nonché deputato al Parlamento per tre legislature, eletto nelle liste del PCI.